# Uppsala 86ers
Uppsala 86ers är ett svenskt lag i amerikansk fotboll från Uppsala. Namnet kommer sig av att laget bildades 1986 och därmed är man en av Sveriges äldsta amerikanska fotbollsföreningar. 86ers hade sin storhetstid under tidigt 1990-tal då man bärgade två SM-titlar 1991 och 1992, och representerade Sverige i Eurobowl respektive år.[källa behövs]
Framåt mitten av 90-talet tunnades truppen ut på grund av bristfällig ungdomsverksamhet och laget klarade inte av att hålla sig kvar i Superserien, efter en kort sejour i Division 1 kvalade man dock in till högsta serien igen och tog sig 1997 till SM-final igen där laget förlorade mot Stockholm Mean Machines.
År 2001 drog sig laget under pågående säsong ur och flyttades ner i seriesystemet. 86ers spelade till och med 2011 i Division 1 Norra, där man 2011 vann serien och även kvalmatcherna mot andra lag från Division 1, och från och med säsongen 2012 spelade 86ers åter i Superserien där man höll sig kvar tills man tvingades dra sig ur inför 2021 års säsong.
Klubben stod 2011, 2012 och 2015 som värd för SM-finalen i amerikansk fotboll.
2014 arrangerade Uppsala 86ers tillsammans med Sveriges Akademiska Idrottsförbund (SAIF) historiens första Student-VM i amerikansk fotboll.
Säsongen 2015 ledde DC Moe Kadkhodai ligans bästa försvar, med minst insläppta poäng.[källa behövs] 86ers gick till semifinal, men förlorade mot regerande mästarna Carlstad Crusaders.

## Juniorer
2002 började man lägga mycket kraft på att få ihop junior-lag i alla olika grupper. 2010 hade Uppsala 86ers den största gruppen i U-19 landslaget med hela 19 stycken spelare på läger.[källa behövs] 12 stycken fick följa med till Frankrike, varav 6 stycken startade mot Frankrike.[källa behövs]
86ers har vunnit Dukes Tourney hela 6 gånger. 2016 (U15) 2009 (U19 & U17) 2008 (U19 & U15) 2006 (U16).[källa behövs]
För närvarande har 86ers följande juniorlag: U13/U11 (PeeWee), U15, U17 samt U19.

## Damer
Uppsala 86ers bedriver från och med 2012 seriespel för damer.[källa behövs]

## Matchställ
- Silverfärgad hjälm, rött galler och 86ers logga på sidorna (senior)
- Röda tröjor, vita siffror med brandgul kant. Alternativa rödvita tröjor med röda siffror och svart kant
- Silvriga byxor med röd revär (senior), vita (övriga)
- Attiraljer utöver matchtröja och byxor bär färgerna svart, vit, röd (senior)